# Martretia
Martretia é um género botânico pertencente à família Euphorbiaceae.

## Espécie
Martretia quadricornis

## Nome e referências
Martretia Beille